# Hedychridium wahisi
Hedychridium wahisi is een vliesvleugelig insect uit de familie van de goudwespen (Chrysididae). De wetenschappelijke naam van de soort is voor het eerst geldig gepubliceerd in 1998 door Niehuis.